# Vespasianus
Vespasianus, född som Titus Flavius Vespasianus, blev kejsare som Imperator Caesar Vespasianus Augustus, född 17 november 9 e.Kr. i Falcrinae, död 23 juni 79 e.Kr., var romersk kejsare från den 1 juli 69 till sin död. Han var den sista kejsaren under fyrkejsaråret och grundade den flaviska dynastin.
Vespasianus var den förste romerske kejsaren som inte tillhörde en aristokratisk släkt. Istället gjorde han karriär i militären, som officer i invasionen av Britannien och i judiska kriget. Han var far till Titus, Domitianus och Flavia Domitilla d.y., gift med Flavia Domitilla d.ä., och sambo med Antonia Caenis, både före giftermålet och efter hustruns död. Vespasianus tog makten i slutet av fyrkejsaråret. De tre övriga var revolutionskejsarna Galba, Otho, och Vitellius.

## Vägen till makten
Till skillnad från de tidigare kejsarna hade Vespasianus sitt ursprung i det romerska riddarståndet och inte i senaten. Hans farfar Flavius Petro kom från Reate i sabinerlandet och blev skatteindrivare efter att ha tjänat som centurion i inbördeskriget, och fadern Flavius Sabinus var tullindrivare i Asien och bankir i helvetiernas land. Vespasianus och hans bror var den första generationen i sin släkt som tjänstgjorde som senatorer. 
Under Tiberius styre var han militärtribun i Thracia och quaestor av Creta et Cyrenaica. Under Caligulas tid var han praetor varefter han ledde Andra Legionen i erövringen av Britannia 43–47 under Claudius. Han blev därefter konsul och tjänstgjorde senare som guvernör i Africa terra.
År 67 behövde Nero Vespasianus som guvernör i Iudaea där en judisk revolt brutit ut. Han skickades dit med tre legioner för att kväsa upproret och arbetade systematiskt med att bekämpa rebellerna fram till Neros självmord år 68 och det politiska kaoset under fyrkejsaråret 69. Efter att ha utropat sig till kejsare lämnade Vespasianus det judiska kriget i sin son Titus händer och begav sig till Egypten, antagligen för att säkra spannmålsleveranser till Rom. Samtidigt ledde Syriens guvernör Mucianus huvuddelen av Vespasianus armé mot Italien men innan Mucianus trupper ens hunnit korsa Bosporen hade också donauarmén förklarat sitt stöd för Vespasianus och börjat sin marsch mot Rom. Även om det var donauarmén som skulle besegra Vitellius trupper och inta Rom skulle Mucianus senare ha ett stort inflytande i Romarriket. Medan kriget om imperiet vanns av donauarmén i Italien stannade Vespasianus i Alexandria i väntan på Jerusalems fall.

## Kejsargärning

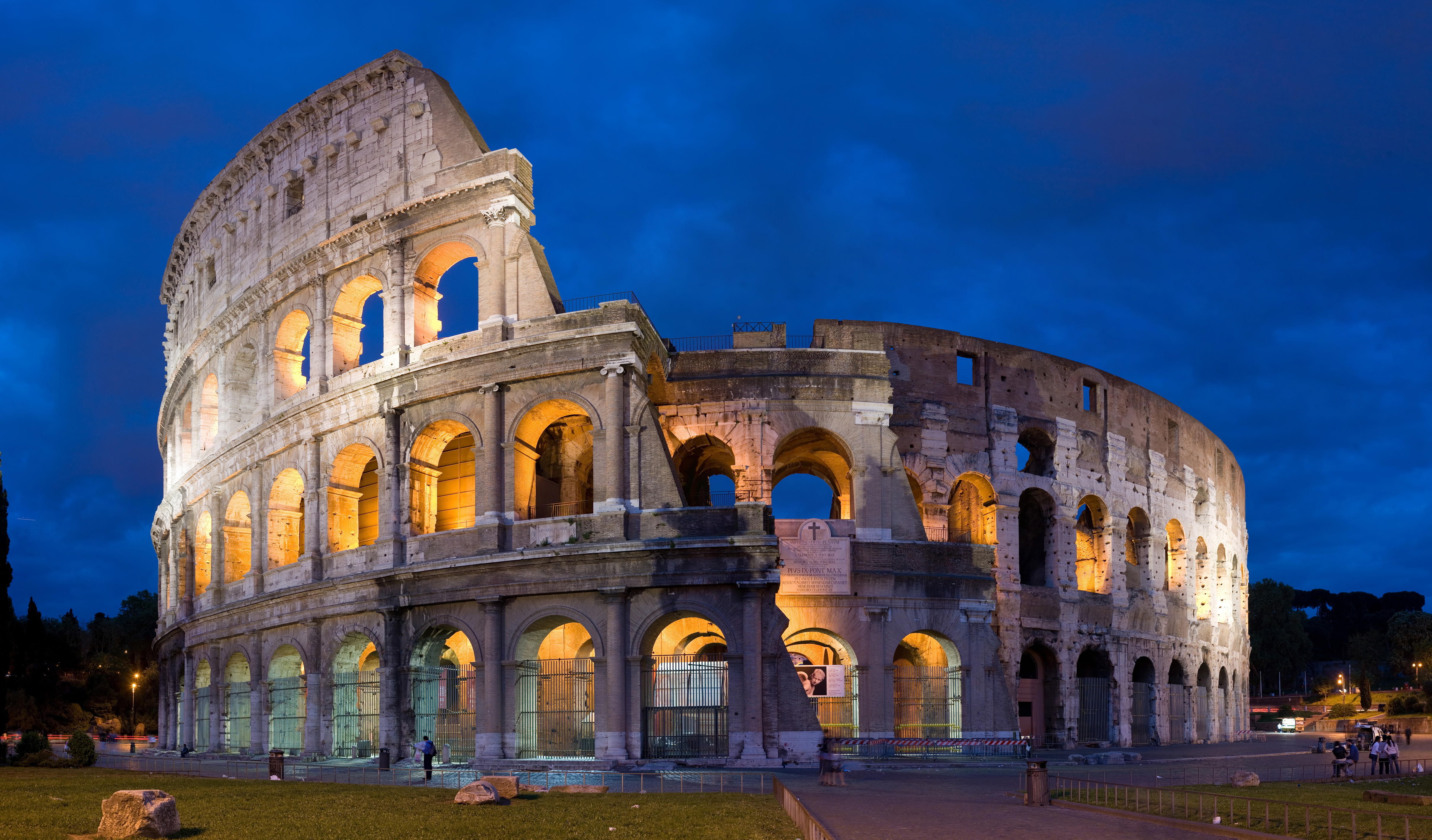
Vespasianus påbörjade bygget av Colosseum.

I oktober år 70 kom Vespasianus slutligen till Rom. Vespasianus var mycket målmedveten när det gällde att grunda en dynasti; han gjorde tidigt klart att hans söner skulle efterträda honom och han påbörjade en storslagen byggnadspolitik i staden. Bygget av Colosseum inleddes på den plats Neros gyllene hus legat. Han lät bygga klart det enorma Claudiustemplet på Caelius vilket gjorde att han förknippades med den julisk-claudiska ätten.
Arkeologer anser sig 2009 ha funnit ruinen efter Vespasianus storslagna villa (ca. 14 000 kvadratmeter stor) som han lät uppföra i sin födelsestad.
Efter kriget 69 var statskassan tom och Vespasianus kungjorde att 40 miljarder sestertius omgående behövdes till statskassan. Gamla skatter höjdes, nya hittades på och man började en omfattande försäljning av statliga ämbeten. Inga medel skyddes för att rädda statsfinanserna; Vespasianus gick så långt att han införde avgift på offentliga toaletter.
Vespasianus dog 69 år gammal och efterträddes av sin son Titus. Senaten förklarade Vespasianus gudomlig; hans aska begravdes i det julisk-claudiska mausoleet.
Ett av de sista ord Vespasianus yttrade var: "Ack, jag tror att jag håller på att upphöjas till gud".